# 現場発!
『現場発!』（げんばはつ）は、2012年10月13日からくまもと県民テレビ (KKT) で放送されているドキュメンタリー番組である。

## 概要
KKTのニュースや『テレビタミン』で放送された企画の中から厳選した映像素材を30分のドキュメンタリー番組に制作しなおし、毎月1回土曜日の午後に放送している（放送が無い月もあり）。また毎月第2木曜日の深夜には、前月に放送した内容の再放送を行っている。

## 放送時間
いずれも日本標準時。

### 本放送
- 毎月第2または第3土曜 17:00 - 17:30 （2012年10月13日 - 2013年3月9日）
- 毎月第2または第3土曜 13:30 - 14:00 （2013年4月13日 - ）

### 再放送
- 毎月第2金曜（木曜深夜） 1:59 - 2:29

## 放送リスト
| 回数 | 放送日         | タイトル                                                              | 備考                                          |
| ---- | -------------- | --------------------------------------------------------------------- | --------------------------------------------- |
| 1    | 2012年10月13日 | 山は警告する〜検証・九州北部豪雨〜                                    |                                               |
| 2    | 2012年11月10日 | ばってん 芸が好き!〜にわか師 城次の挑戦〜                             |                                               |
| 3    | 2012年12月15日 | 泥からの再出発〜観光ホテルの113日〜                                   |                                               |
| 4    | 2013年1月19日  | 今日の食 明日輝く〜がん患者が集う食事会〜                             |                                               |
| 5    | 2013年2月16日  | くまモン “最強ゆるキャラ”の秘密                                       |                                               |
| 6    | 2013年3月9日   | 熊本城マラソン〜それぞれの42.195キロ〜                                |                                               |
| 7    | 2013年4月13日  | 閉校が教えてくれたこと〜全校児童6人 小さな学校の97年〜                | この回から放送時間が13:30 - 14:00に変更。     |
| 8    | 2013年5月18日  | 桜が運ぶ未来（あした）〜あさぎり町 限界“寸前”集落から〜               |                                               |
| 9    | 2013年6月15日  | 裁判に勝ったけれど…〜ハンセン病 終らない闘い〜                        |                                               |
| 10   | 2013年7月13日  | 歌に込められたそれぞれの歌魂〜歌唱王テレビタミンオーディション        |                                               |
| 11   | 2013年8月17日  | 頂点を目指した夏〜インターハイ・高校生アスリート熱闘の記録〜          |                                               |
| 12   | 2013年9月21日  | 本橋馨が見た福島の今                                                  |                                               |
| 13   | 2013年10月19日 | 閉ざされた家〜熊本市・15歳少女の死〜                                  |                                               |
| 14   | 2013年11月9日  | ちいさな保育〜家庭的保育室は今〜                                      |                                               |
| 15   | 2013年12月14日 | 結婚式ば挙げなっせ〜八代の結婚式仕掛け人に密着〜                      | 字幕放送を実施。                              |
| 16   | 2014年1月18日  | 犬が伝えるいのちの話〜“かわいい”ペットが老いるとき〜                  | 2014年4月19日（土曜） 13:30 - 14:00に再放送。 |
| 17   | 2014年2月15日  | キセキの音色                                                          | 15:00 - 15:30に放送。                         |
| 18   | 2014年3月15日  | 再び福島へ…本橋馨がみた被災地の今                                     |                                               |
| 19   | 2014年5月17日  | 封じ込めろ〜鳥インフルエンザ・熊本の25日間〜                          |                                               |
| 20   | 2014年6月14日  | 最後の運動会は笑顔で〜天草で起きたサプライズ〜                        |                                               |
| 21   | 2014年7月19日  | 旋風（かぜ）は“みなみ”から〜高校女子ゴルフ・新世代を追う〜            | 15:00 - 15:30に放送。                         |
| 22   | 2014年8月16日  | 生命（いのち）の旅〜学徒出陣・五高生が友に託した歌〜                  |                                               |
| 23   | 2014年9月13日  | 昔タレント、いま坊さん！〜木下明水が伝えるホトケのココロ〜            |                                               |
| 24   | 2014年10月18日 | みんなの翼〜空飛ぶローカル線・天草エアライン〜                        | 16:25 - 16:55に放送。                         |
| 25   | 2014年11月22日 | 輝きはバルーンとともに〜がんと闘うママさんバルーンアーティスト〜      | 16:30 - 17:00に放送。字幕放送を実施。         |
| 26   | 2014年12月20日 | 再び熊本にメダルを！〜名門バドミントン部の光と影〜                    | 15:30 - 16:00に放送。                         |
| 27   | 2015年1月24日  | つなぐ〜襷に魂をこめた男達〜                                          | 16:30 - 17:00に放送。                         |
| 28   | 2015年2月21日  | 逆境をチャンスに変えろ！〜鏡オイスターハウス 漁師たちの挑戦〜         | 15:30 - 16:00に放送。                         |
| 29   | 2015年3月21日  | デパートがこの街かどから消えた〜閉店 県民百貨店〜                     | 16:30 - 17:00に放送。                         |
| 30   | 2015年4月11日  | 産みの選択〜命と医療のはざまで〜                                      | 16:30 - 17:00に放送。                         |
| 31   | 2015年5月30日  | お父さんそんなに踊らないで！〜町を元気に！踊るオヤジたちに密着〜      | 15:30 - 16:00に放送。                         |
| 32   | 2015年6月27日  | 天草の塩を全国へ！                                                    | 16:30 - 17:00に放送。                         |
| 33   | 2015年7月25日  | 飢餓の島より生還す〜伝える、ブーゲンビル島の戦い〜                    | 16:30 - 17:00に放送。                         |
| 34   | 2015年8月29日  | 全国制覇への“蹴念”〜大津高校サッカー部・夏の試練と進化〜              | 16:30 - 17:00に放送。                         |
| 35   | 2015年9月26日  | 世界遺産・万田坑 埋もれた宝に光を！                                   | 16:30 - 17:00に放送。                         |
| 36   | 2015年10月31日 | 幸せを運ぶくまモン絵本〜人気キャラクター100年戦略〜                   | 16:30 - 17:00に放送。                         |
| 37   | 2015年11月28日 | 歌魂（うただましい）～歌唱王への道!密着舞台裏～                       | 16:30 - 17:00に放送。                         |
| 38   | 2016年1月30日  | 生きる 伝える～公式確認60年 水俣の子は～                              | 14:00 - 14:30に放送。                         |
| 39   | 2016年2月27日  | 「みぞか」よ、空へ～天草エアライン・新たな翼～                        | 16:30 - 17:00に放送。                         |
| 40   | 2016年3月26日  | ～東日本大震災から5年 本橋馨がみた福島の今～                          | 14:30 - 15:00に放送。                         |
| 41   | 2016年4月30日  | "いのち"を伝える                                                      | 15:00 - 15:30に放送。                         |
| 42   | 2016年5月28日  | 爆笑メイドインみなまた～やうちブラザーズ涙からの誕生～                | 16:30 - 17:00に放送。                         |
| 43   | 2016年6月25日  | 前しか向かん! ～車いすアニキが見た熊本地震～                          | 16:30 - 17:00に放送。                         |
| 44   | 2016年7月30日  | こぼれ落ちる災害弱音～熊本地震 避難の事態～                           | 16:30 - 17:00に放送。                         |
| 45   | 2016年8月27日  | 私たちはどこへ…漂流家族の4か月                                        | 16:30 - 17:00に放送。                         |
| 46   | 2016年9月24日  | きょうも、すてき1日だった。～熊本地震・日記に遺された"昨日"～         | 16:30 - 17:00に放送。                         |
| 47   | 2016年10月29日 | おかえり、晃 ～捜し続けた家族の執念～                                 | 16:30 - 17:00に放送。                         |
| 48   | 2016年11月26日 | それでも立野に帰る～揺れるふるさとの7か月～                           | 16:30 - 17:00に放送。                         |
| 49   | 2016年12月24日 | ゴルフで元気を ～熊本出身女子プロゴルファー・故郷への思い～           | 16:30 - 17:00に放送。                         |
| 50   | 2017年2月25日  | 家族劇団 天然木の夢と桃戦                                             | 16:30 - 17:00に放送。                         |
| 51   | 2017年3月25日  | 僕らの学生村～熊本地震・つないだ絆～                                  | 16:30 - 17:00に放送。                         |
| 52   | 2017年4月16日  | スペシャル 熊本地震から1年・奇跡の湯～ゼロからの再出発～              | 16:30 - 17:25に放送。                         |
| 53   | 2017年5月27日  | 走れ、かわせみ やませみ ～元気な熊本を発進! 車両完成の裏側～          | 16:00 - 16:30に放送。                         |
| 54   | 2017年6月24日  | ドローン中田の南極体験記～45日間の滞在から見えた南極とは～            | 14:00 - 14:30に放送。                         |
| 55   | 2017年7月29日  | 甦れ蛍丸 ～阿蘇の宝刀ふたたび～                                       | 16:30 - 17:00に放送。                         |
| 56   | 2017年8月26日  | そして家族は去った 限界集落 多良木町槻木の3年                         | 16:30 - 17:00に放送。                         |
| 57   | 2017年9月30日  | 兄さん姉さん、ようこそ熊本へ!!安井まさじのおもてなし旅                | 16:30 - 17:00に放送。                         |
| 58   | 2017年10月29日 | ゆりかごから届く声 赤ちゃんポスト10年                                 | 15:30 - 16:00に放送。                         |
| 59   | 2017年11月25日 | 奇跡の復興レシピ～熊本×伝説のシェフ～                                 | 15:30 - 16:00に放送。                         |
| 60   | 2017年12月23日 | 必ず舞台に戻る!～旅芝居役者・玄海竜二の闘い～                         | 16:30 - 17:00に放送。                         |
| 61   | 2018年1月27日  | 私は、ママの議員です。～子育てと政治参加のはざまで～                  | 16:30 - 17:00に放送。                         |
| 62   | 2018年2月24日  | 駅と生きた60年～熊本駅最後の靴磨き職人～                              | 16:30 - 17:00に放送。                         |
| 63   | 2018年3月31日  | 私を見て 伝え継ぐ ミナマタ                                            | 13:30 - 14:00に放送。                         |
| 64   | 2018年4月14日  | 見えない被災者～熊本地震 2年の課題～                                  | 14:30 - 15:00に放送。                         |
| 65   | 2018年5月26日  | 天守る、しゃちほこ～鬼師3代、受け継ぐ魂～                             | 16:00 - 16:30に放送。                         |
| 66   | 2018年6月30日  | 夢へ駆ける～三段跳び元女王の挑戦～                                    | 16:00 - 16:30に放送。                         |
| 67   | 2018年7月28日  | 熊本発 メードインジャパンのモノづくり～日本の工場から世界ブランドを～ | 16:00 - 16:30に放送。                         |
| 68   | 2018年8月25日  | 夢、追い続けて～多良木高校 最後の夏～                                 | 14:00 - 14:30に放送。                         |
| 69   | 2018年9月29日  | 「ただいま」ふるさとに届ける灯～熊本発 東京在住5人組バンドの物語～    | 16:00 - 16:30に放送。                         |
| 70   | 2018年10月28日 | 木の聲 日々を彫る-彫刻家・丸尾康弘-                                   | 15:30 - 16:00に放送。                         |
| 71   | 2018年11月24日 | 元組長の交換日記～社会復帰、もがく元受刑者たち～                      | 16:00 - 16:30に放送。                         |
| 72   | 2018年12月22日 | 災害と生きる～命を守る備災・減災～                                    | 16:00 - 16:30に放送。                         |
| 73   | 2019年1月26日  | おかえり動植物園～2年8か月の歩み～                                    | 16:00 - 16:30に放送。                         |
| 74   | 2019年2月23日  | 1年でJ2へ～赤馬軍団の新たな挑戦～                                     | 16:00 - 16:30に放送。                         |
| 75   | 2019年3月30日  | 春色の途（みち）～石けんがつなぐ復興への絆～                          | 16:00 - 16:30に放送。                         |
| 76   | 2019年4月14日  | スペシャル 未来へ、つなぐ。～熊本地震から3年～                        |                                               |
| 77   | 2019年5月25日  | 重い扉、その先～松橋事件・再審無罪までの34年～                        | 16:00 - 16:30に放送。                         |
| 78   | 2019年6月29日  | ラグビー人生のノーサイドはまだ!                                       | 16:00 - 16:30に放送。                         |
| 79   | 2019年7月27日  | 氷とともに ～老舗飴屋さん 地震から復活までの軌跡～                    | 16:00 - 16:30に放送。                         |
| 80   | 2019年8月31日  | 集落からの祈り～世界遺産登録から1年～                                 | 16:00 - 16:30に放送。                         |
| 81   | 2019年9月28日  | にぎわいのマチ、再び～再開発の舞台裏～                                | 16:00 - 16:30に放送。                         |
| 82   | 2019年10月26日 | 熱狂のその先へ～ONE TEAM 熊本の挑戦～                                 | 16:30 - 17:00に放送。                         |
| 83   | 2019年11月30日 | 夢見る、ピエロ～森から生まれた小さなサーカス団～                      | 13:30 - 14:00に放送。                         |
| 84   | 2019年12月29日 | スペシャル ニュース総決算2019                                         |                                               |
| 85   | 2020年1月25日  | 夢は、ここからはじまる～巻誠一郎引退試合～                            | 16:00 - 16:30に放送。                         |
| 86   | 2020年2月29日  | 木がつなぐもの～春の訪れ告げる、植木まつり～                          | 16:00 - 16:30に放送。                         |
| 87   | 2020年3月28日  | ORIGINAL 余宮隆 うつわの世界                                          | 16:00 - 16:30に放送。                         |
| 88   | 2020年5月23日  | 私たちはここにいる～熊本地震4年 遠い生活再建～                        | 15:00 - 15:30に放送。                         |
| 89   | 2020年8月22日  | 熊本豪雨×見えない新型コロナ                                           | 15:30 - 16:00に放送。                         |
| 90   | 2020年11月21日 | 生きてこそ～がんと闘うママのメッセージ～                              | 15:30 - 16:00に放送。                         |
| 91   | 2021年3月20日  | 死刑台からの手紙 免田栄の1400通                                       | 13:30 - 14:00に放送。                         |
| 92   | 2021年6月26日  | くまモン部長がやってきた!特別版                                       | 15:00 - 15:30に放送。                         |
| 93   | 2021年7月25日  | きょうはどげんかな～熊本豪雨と小さな診療所～                          | 15:00 - 15:30に放送。                         |
| 94   | 2021年10月24日 | いらっしゃいませを、もういちど。-人吉旅館 再出発までの455日-          | 15:00 - 15:30に放送。                         |
| 95   | 2022年3月27日  | 宇宙の先へ-僕が見える未来計画                                         | 16:55 - 17:25に放送。                         |
| 96   | 2022年5月7日   | 大きくなった赤ちゃん～ゆりかご15年～                                  | 14:05 - 14:35に放送。                         |
| 97   | 2022年8月21日  | 戦争を知らないわたしたちへ                                            | 15:55 - 16:25に放送。                         |
| 98   | 2022年11月19日 | 熊本夕景                                                              | 15:30 - 16:00に放送。                         |
| 99   | 2023年3月26日  | 熊本"新時代"〜TSMCがやってくる〜                                      | 15:00 - 15:30に放送。                         |
| 100  | 2023年6月25日  | 届かない結婚                                                          | 15:00 - 15:30に放送。                         |
| 101  | 2023年7月29日  | これからもこの場所で 南阿蘇鉄道が運ぶ景色                             | 13:05 - 13:35に放送。                         |
| 102  | 2023年11月18日 | いつかこの声が                                                        | 15:00 - 15:30に放送。                         |
| 103  | 2024年6月22日  | TSMC狂想曲                                                            | 14:05 - 14:35に放送。                         |
| 104  | 2024年8月24日  | "そら"はいつもいっしょ 亡き赤ちゃんと生きる                           | 15:00 - 15:30に放送。                         |
| 105  | 2025年7月21日  | 「戦後80年目のバトン」～熊本から出撃した『義列空挺隊』の記憶～        | 15:50 - 16:20に放送。                         |